# Сигізмунд фон Фалькенштайн
Барон Сигізмунд фон Фалькенштайн (нім. Sigismund Freiherr von Falkenstein; 14 вересня 1903, Мюнстер — 2 червня 1972, Бюккебург) — військово-повітряний діяч, генерал-майор люфтваффе вермахту (1 жовтня 1943) і бундесверу. 

## Біографія
1 жовтня 1922 року вступив у 16-й кінний полк. З 1 травня 1931 по 30 вересня 1932 року проходив підготовку в секретній льотній школі (в цей період він офіційно значився у відставці). У жовтні 1934-вересні 1935 року навчався у Військовій академії. 9 березня 1935 року переведений в люфтваффе і 1 січня 1936 року призначений референтом відділу бойової підготовки. З 1 квітня 1938 року — командир ескадрильї бомбардувальної групи «Гібельштадт». 1 листопада 1938 року переведений в Генштаб, а 1 лютого 1939 року очолив відділ бойової підготовки. З 1 жовтня 1939 року — командир групи 27-ї бомбардувальної ескадри «Бельке», з 1 червня 1940 року — офіцер Генштабу в відділі оборони країни Верховного командування вермахту. З 1 квітня 1942 року — начальник штабу 10-го авіакорпусу, з 1 травня 1943 року — командування ВПС «Південний Схід», з 1 липня 1943 року — Командування ВПС «Центр», з 9 лютого 1944 року — повітряного флоту «Рейх». 12 травня 1944 року Фалькенштайн призначений командиром 3-ї авіадивізії. 8 травня 1945 року взятий в полон радянськими військами в Штраконіце. 27 червня 1950 року військовим трибуналом військ МВС Московської області засуджений до 25 років таборів. 9 жовтня 1955 року в якості неамністованого злочинця переданий владі ФРН і звільнений. 1 березня 1957 року поступив на службу в Бундесвер в званні бригадного генерала. З 4 вересня 1957 року — начальник Академії ВПС і Оперативної академії Бундесверу, з 1 квітня 1959 року — начальник авіаційного відділу Оперативної академії Бундесверу. 30 вересня 1962 року вийшов у відставку.

## Нагороди
- Медаль «За вислугу років у Вермахті» 4-го, 3-го і 2-го класу (18 років)
- Залізний хрест 2-го і 1-го класу
- Німецький хрест в золоті (19 травня 1943)